# Wehrden (Weser)
Wehrden ist eine nördliche Ortschaft der Stadt Beverungen im Kreis Höxter, Nordrhein-Westfalen. Der Ort hat rund 745 Einwohner.

## Geografie

### Geografische Lage
Wehrden liegt im Weserbergland am linken Weserufer zwischen der Beverunger Ortschaft Blankenau und der Höxteraner Ortschaft Godelheim am Fuß des Wildberges. In der Nähe des Ortes liegt das Dreiländereck Nordrhein-Westfalen/Niedersachsen/Hessen.

### Nachbargemeinden
Wehrden ist in unmittelbarer Nähe zu den Städten Beverungen und Höxter gelegen. Gegenüber von Wehrden auf der anderen Weser-Seite liegt die Gemeinde Fürstenberg (Niedersachsen) mit der Porzellanmanufaktur Fürstenberg im Renaissance-Schloss Fürstenberg.

## Geschichte
Es ist davon auszugehen, dass Weredun, der Name weist auf Furt oder Fähre hin, weitaus älter ist, als die erstmalige Erwähnung in einer Schenkungsurkunde von 860 der hessischen Haduwy, Witwe des Billungers Amelung II., an die Reichsabtei Corvey vermuten lässt.
Von diesem Zeitpunkt an übt Corvey die Grundherrschaft über Wehrden aus. Später wird der Ort dem Adelsgeschlecht von Amelunxen als Lehen übertragen. Im Jahre 1697 errichtet der Fürstbischof von Paderborn, Hermann Werner von Wolff-Metternich zur Gracht, das von Wolff-Metternich'sche Familienfideikommiss, bestehend aus den Gütern Amelunxen, Wehrden, Schirmeke und Löwendorf.
Von 1807 bis 1813 bildete Wehrden eine Gemeinde im Kanton Beverungen des Departements der Fulda im Königreich Westphalen und fiel dann an Preußen. 1816 kam die Gemeinde zum neuen Kreis Höxter, in dem sie zum Amt Beverungen gehörte. 
Am 8. April 1945 überquerten Einheiten des 16. US-Infanterieregiments die Weser bei Wehrden mit Sturmbooten. Am Eschenberg südlich von Fürstenberg trafen sie auf eine starke deutsche Stellung, die einen Durchhaltebefehl hatte.
Seit 1965 verbindet Wehrden eine Partnerschaft mit der französischen Gemeinde Woignarue im Département Somme.
Am 1. Januar 1970 wurde Wehrden durch das Gesetz zur Neugliederung des Kreises Höxter mit der Stadt Beverungen und den zehn Gemeinden Amelunxen, Blankenau, Dalhausen, Drenke, Haarbrück, Herstelle, Jakobsberg, Rothe, Tietelsen und Würgassen zur neuen Stadt Beverungen zusammengeschlossen.

## Politik

### Wappen
Das alte gold über rot geteilte Wappen von Corvey bildet die Grundfarben. Ein gewelltes blaues Feld im unteren Teil symbolisiert die Weser, während der Wolf im oberen Feld aus dem Wappen des Fürstbischofs Wolff-Metternich, dem Erbauer von Schloss und Kirche zu Wehrden stammt. Der Bischofsstab erinnert an die vielen Verbindungen mit der Abtei Corvey und dem Bistum Paderborn, die Kornblume an Wehrden als Blumendorf zur Zeit des Kornackerschen Samenzuchtbetriebes.

## Sehenswürdigkeiten

### Bauwerke

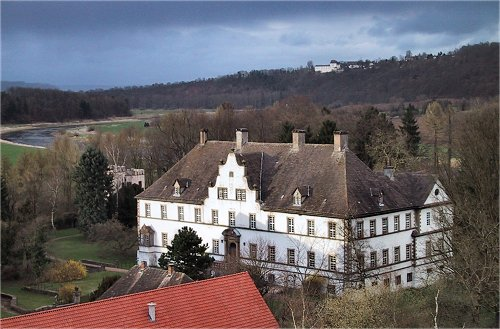
Schloss Wehrden mit Weser und Fürstenberg im Hintergrund

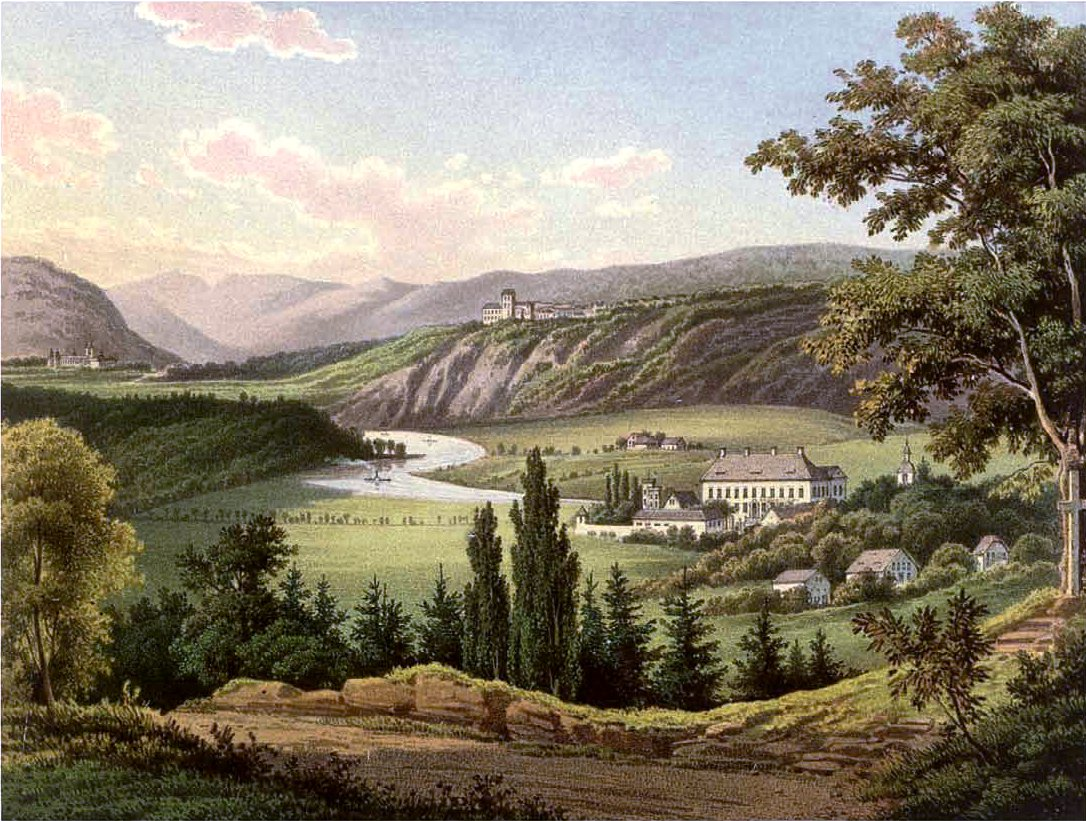
Schloss Wehrden um 1860, Sammlung Alexander Duncker

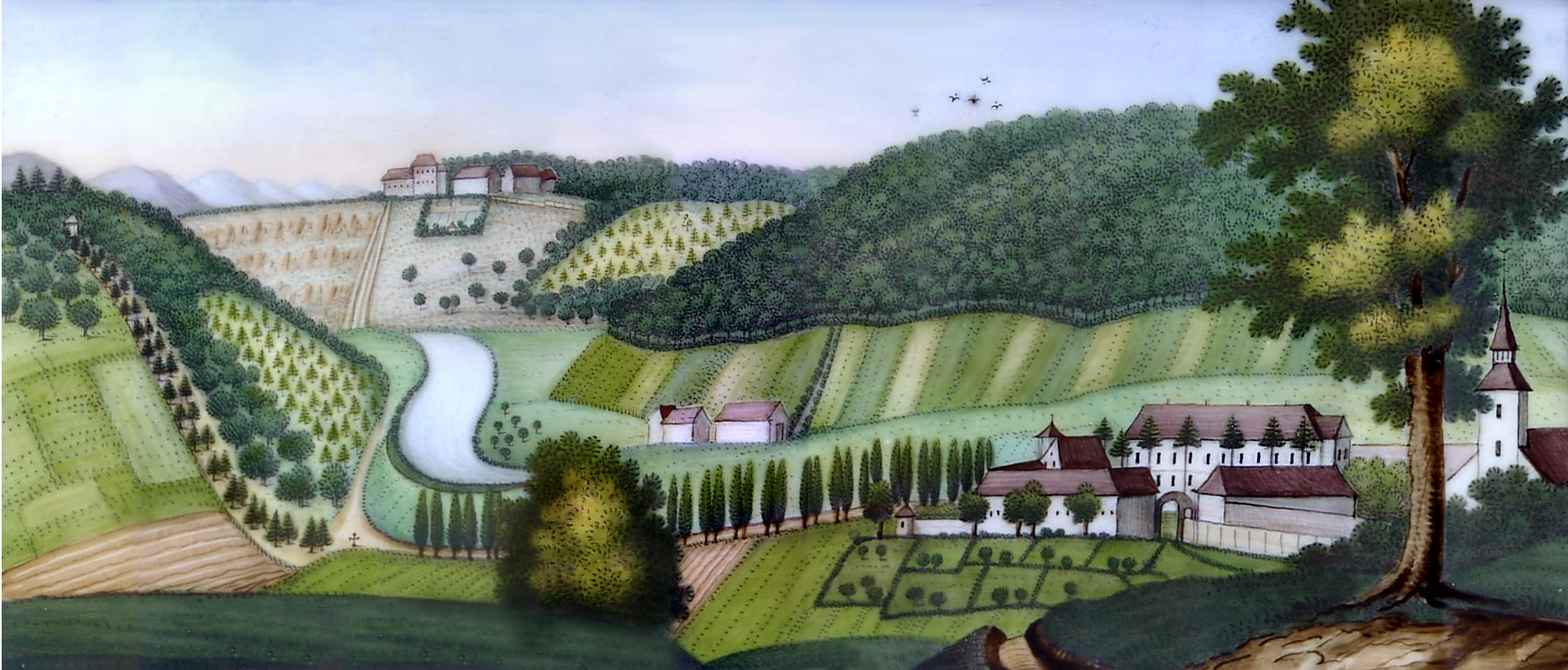
Wehrden mit Weser und Fürstenberg, alte naive Ansicht auf Porzellan

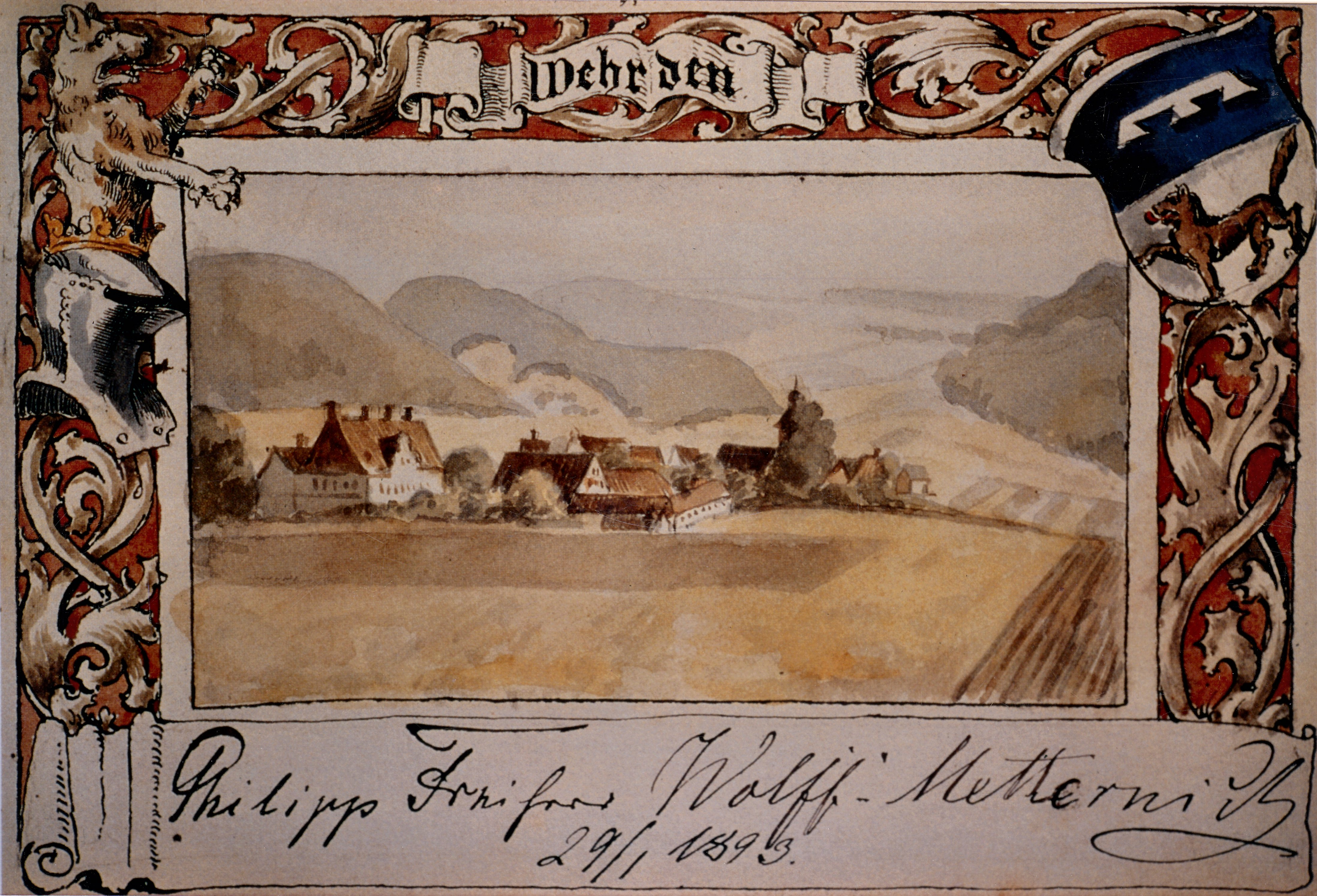
Schloss und Ort Wehrden 1893 aus nordwestlicher Sicht

Nah an der Weser befindet sich das Schloss Wehrden, das Hermann Werner von Wolff-Metternich zur Gracht von 1696 bis 1699 auf den Resten eines älteren Gräftenschlosses erbauen ließ und das bis heute im Besitz der Familie von Wolff-Metternich/von Köckritz ist. Zu dem Gräftenschloss gehörte der etwas abseits stehende sogenannte Drosteturm. Dieser romantisch wirkende Turm war der Lieblingsplatz der westfälischen Dichterin Annette von Droste-Hülshoff, wenn sie in den Jahren zwischen 1818 und 1822 ihre Tante in Wehrden besuchte.
Zwischen Schloss und Ort Wehrden liegt die katholische Kirche „Heilige Familie und Heiliger Stephanus“, die im Auftrag des Fürstbischofs bis 1699 erbaut wurde. Architekt der beiden Bauwerke ist Ambrosius von Oelde.

### Park
Zum Schloss gehörig ist ein alter, privat genutzter Park, sowie der angrenzende öffentliche „Neue Park“ von 1895, der bis an den Weser-Radwanderweg [R99] reicht.
Im Park des Schlosses sind folgende Bäume als Naturdenkmal ausgewiesen:
- Ginkgo biloba
- Süntel-Buche
- Hainbuche - im öffentlichen „Neuen Park“
- Pyramiden-Eiche (musste 2006 wegen Pilzerkrankung gefällt werden)
- Kastanie

## Wirtschaft und Infrastruktur
In Wehrden sind ein holzverarbeitender Betrieb, zwei Baumpflege-Betriebe sowie handwerkliche und landwirtschaftliche Betriebe angesiedelt. Bekannt wurde Wehrden auch durch den 1841 gegründeten Saatzuchtbetrieb Max Kornacker, der Blumen- und Nutzpflanzensamen produzierte und weltweit exportierte. In den 1930er-Jahren beschäftigte das Unternehmen bis zu 300 Mitarbeiter. Das Ortsbild wurde in jener Zeit durch ausgedehnte Blumen- und Gemüsefelder rund um den Ortskern dominiert. Der Betrieb wurde 1954 infolge einer Insolvenz aufgelöst.

### Verkehr
Wehrden liegt unterhalb der Bundesstraße 83, die von Bückeburg kommend entlang der Weser nach Bebra führt. Die nächsten Anschlussstellen zu den Bundesautobahnen 7 (Nörten-Hardenberg) und 44 (Warburg) sind 54 bzw. 35 km entfernt.

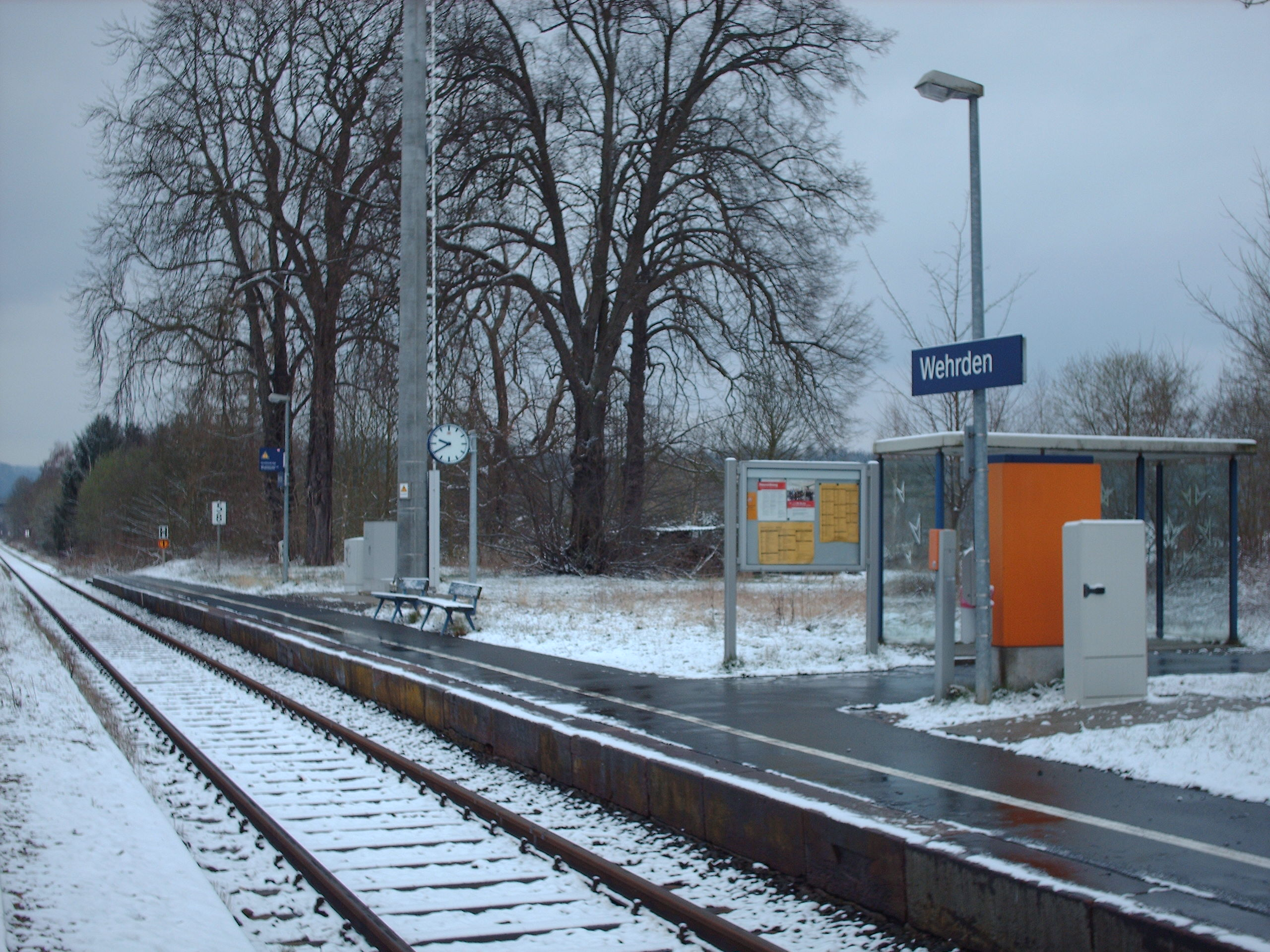
Bahnhaltepunkt

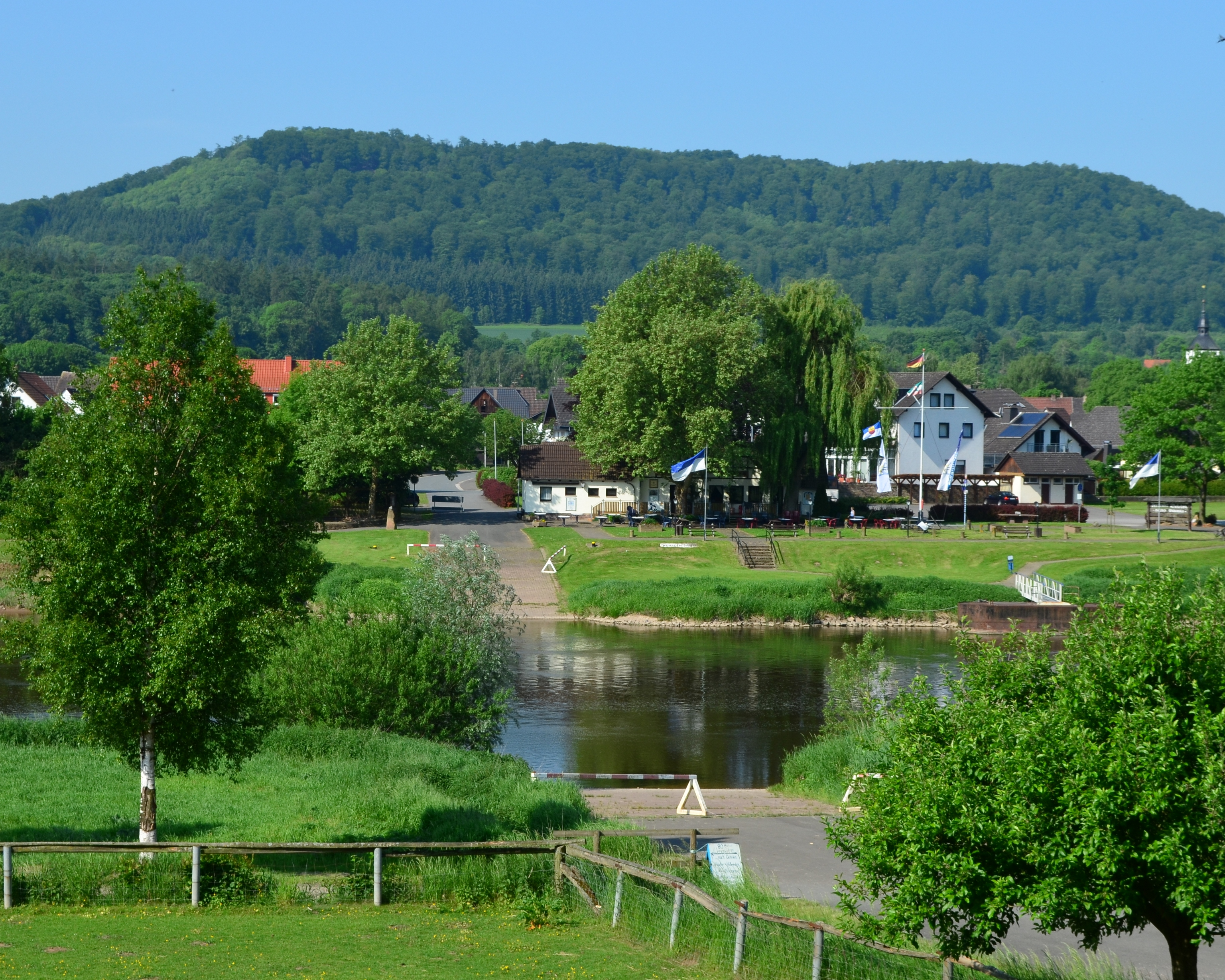
Ersatzübergangsstelle Wehrden vom gegenüberliegenden, rechten Weserufer fotografiert

Wehrden besitzt als einzige Ortschaft Beverungens einen Bahnhaltepunkt. Mit der Sollingbahn, die auf einer 428 Meter langen Stahlbrücke die Weser südöstlich des Ortes quert, besteht eine Anbindung im Stundentakt in Richtung Ottbergen (–Paderborn) und Göttingen. Im Nachbarort Lauenförde besteht der Bahnhof Lauenförde-Beverungen. Bis 1984 war der Bahnhof Wehrden Kreuzungsbahnhof zwischen Sollingbahn und der Bahnstrecke Holzminden–Scherfede. Das inzwischen abgerissene Empfangsgebäude befand sich in Insellage zwischen beiden Strecken. Die Bahnstrecke Holzminden–Scherfede querte auf einer 250 Meter langen Stahlbrücke die Weser nördlich des Ortes.
Der Anlegepunkt der Oberweserdampfschifffahrt befindet sich direkt am Dorfanger bei der Gaststätte „Fährklause“. Eine flussgetriebene Personenfähre (Gierseilfähre) zum gegenüberliegenden „Eulenkrug“ lädt die Radwanderer zum Wechsel in das benachbarte Niedersachsen ein. Zwischen Anlegepunkt und Personenfähre befindet sich eine heute noch deutlich erkennbare Ersatzübergangsstelle.
Nächstgelegene Verkehrsflughäfen sind Paderborn-Lippstadt und Kassel-Calden.

## Ortsvereine
Zur 2002 gegründeten Vereinsgemeinschaft Wehrden gehören:
- Schützengesellschaft von 1669
- Männerchor Eintracht Wehrden von 1887
- Sportverein SSV Germania von 1929
- Freiwillige Feuerwehr
- Angelsportverein
- KFD Wehrden
- Französische Partnerschaft Wehrden - Woignarue

Weitere Vereine, Gruppen und Zusammenschlüsse:
- Die Bürgerinitiative Weser-Netz (vormals DSL4Wehrden)
- Dorfwerkstatt: Aktionsplan Wehrden 2020

## Persönlichkeiten
- Klemens von Wolff-Metternich (1803–1872), Oberpräsident in Brandenburg, Verwaltungsjurist und Beamter
- Max Joseph Hillebrand (1896–1984), Professor für angewandte und pädagogische Psychologie